# Amur-Kosakenheer

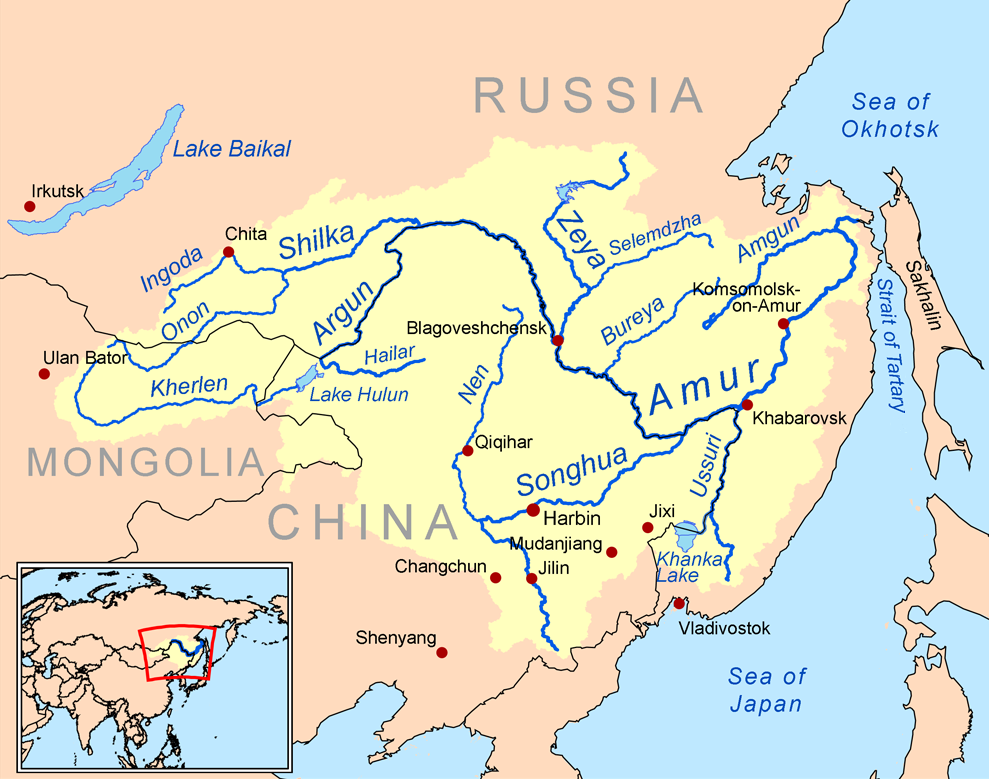
Gebiet der Amurkosaken

Das Amur-Kosakenheer (russisch: Амурское казачье войско) wurde am 8. Dezember 1858 auf Befehl des russischen Zaren Alexander II. (1818–1881) aufgestellt. Die Aufgabe bestand in der Grenzsicherung zwischen Russland und China, zuvor war dort das Baikal-Kosakenheer ansässig. Die Amur-Kosaken waren entlang des Amur seit 1655 angesiedelt. Die Stanizas waren entlang der Flüsse Amur und Ussuri aufgebaut worden. 1879 wurde das Transbaikal-Kosakenheer und 1888 das Ussurische Kosakenheer vom Amur-Kosakenheer abgezogen, beide wurden eigenständige Kosakenheere. Bis 1903 war das Amur-Kosakenheer auf 30.000 Kosaken aufgewachsen, überwiegend bestand es aus Einheiten zur Grenzpatrouille, weiterhin aus einem Kavallerie-Regiment und einem leichten Infanterie-Bataillon. Das Hauptquartier war seit 1890 in Blagoweschtschensk stationiert.

## Geschichte

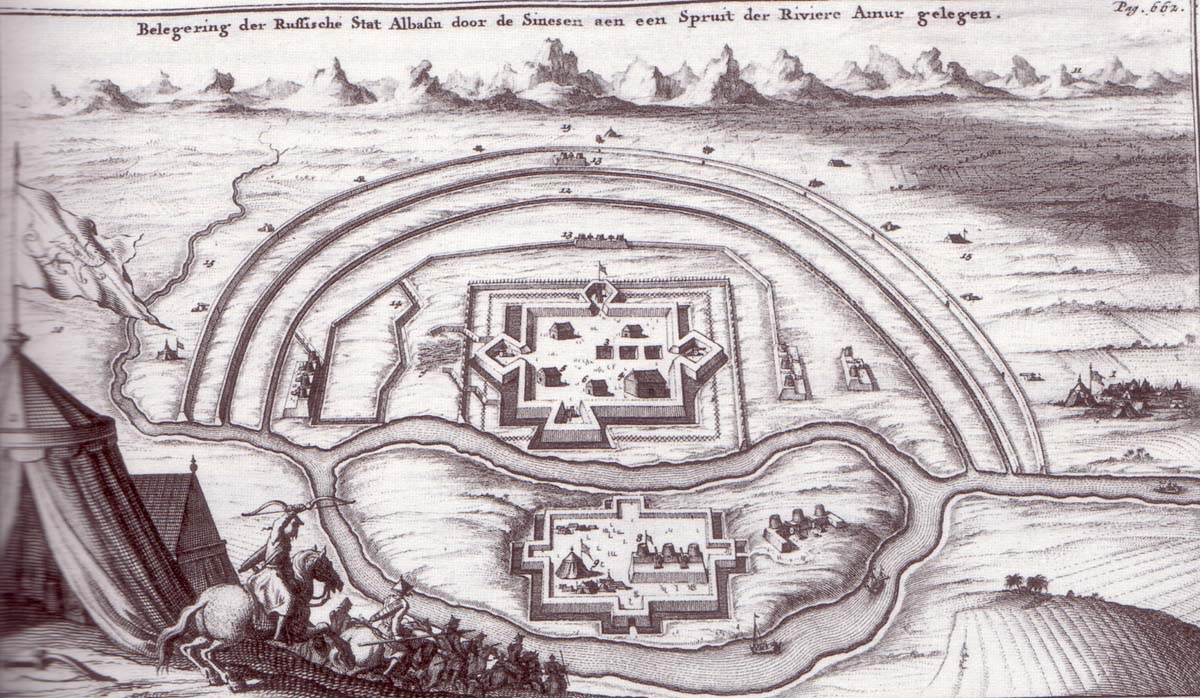
Die russische Festung Albazin während eines chinesischen Angriffs

Der Fluss Ulja war den Russen seit 1639 durch den Kosaken Moskkwitin bekannt, der Kosakenführer Wassili Danilowitsch Pojarkow führte im Auftrag der Regierung und des Gouverneurs von Jakutsk 1646 Erkundigungen im weiten Osten und in Richtung des Amur durch. Das war das erste Unternehmen zur Untersuchung des Amur. „Wassili Pojarkow berichtete der Regierung, dass es seiner Meinung sehr leicht und nützlich wäre, das Land um den Amur zu erobern und diese Unternehmung nur 300 Kosaken erfordere“. Nachdem Zobelfänger den kürzesten Weg über die Flüsse Tungir und Urkal erkundet hatten, beschloss die Regierung, Kosaken an den Amur zu beordern. Sie sollten dort einen Ostrog errichten, die dort ansässigen Tungusen zur Zinsabgabe verpflichten und den Weg dorthin sichern.
Die ursprüngliche und früheste Ansiedlung der Amurkosaken, die sich Chabarowsk-Kosaken, nach ihrem ersten großen Kosakenführer Jerofei Pawlowitsch Chabarow (1603–1671) nannten, wird auf das Jahr 1651 zurückgeführt. Ihr erster Standort wurde die Albazin-Festung in Chabarowsk am Amur. Erst um die 1850er Jahre entwickelten sich die Amur-Kosaken, die zu einem großen Teil von Transbaikal-Kosaken abstammten. Mit der Aufstellung des Amur-Kosakenheeres und der angeordneten Umsiedlung weiterer Kosaken sprach man im Jahre 1858 von den Amur-Kosaken. Um das Jahr 1889 entstanden aus 62 Familien der Transbaikal-Kosaken und 1052 Familien der Don-, Kuban- und Orenburg-Kosaken neue Kosakensiedlungen. Bis 1876 wuchs die kosakische Bevölkerung auf über 18.000 an. Das Kosakenheer war anfänglich dem Militärgouverneur der Regionen Amur und Primorje unterstellt, dann dem Amour-Generalgouverneur, der gleichzeitig Kommandeur des Amur-Militärdistrikts war. In dieser Funktion war er auch der Ataman der Amur- und Ussuri-Kosakentruppen. Die Hauptaufgabe des Heeres bestand im Grenzschutz entlang der Flüsse Amur und Ussuri, während die Teile der Ussuri-Kosaken 1889 in das Ussuri-Kosakenheer übergingen, blieben die Amurkosaken am Fluss Amur.
Bis zum Jahre 1916 wurden 120 Kosakensiedlungen mit insgesamt 49.200 Menschen aufgebaut. Das Kosakenheer bestand nun aus einem Kavallerie-Regiment, einem Infanterie-Zug, zwei berittenen Kavallerie-Regimentern, einem Wachzug für Ehrendienste, fünf Spezialbatterien, eine Hundertschaft für Spezialaufgaben und einer weiteren Batterie, sie umfasste insgesamt 3.600 Militärpersonen.

## Kriegsteilnahmen
Die Einheiten des Amur-Kosakenheeres waren 1900 während des Boxeraufstands in China eingesetzt worden. Sie kämpften im Russisch-Japanischen Krieg 1904–1905 und im 1. Weltkrieg.

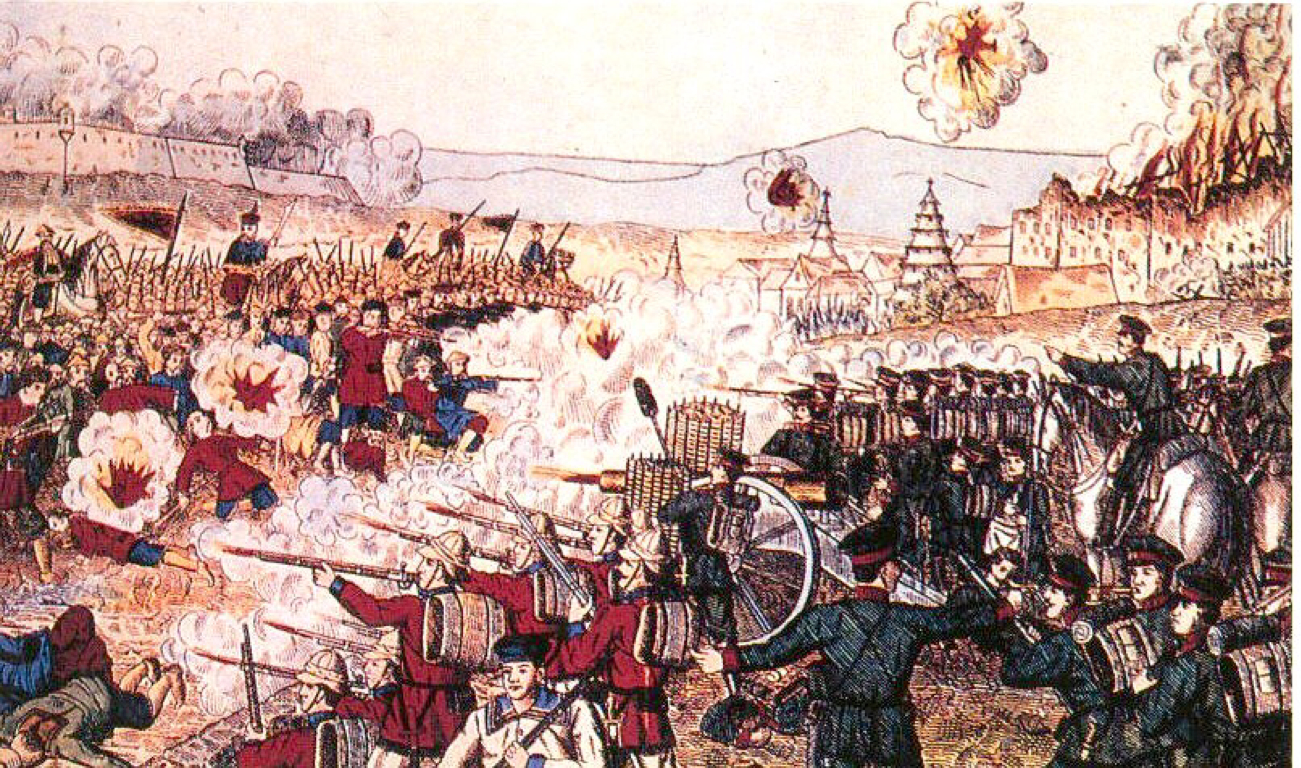
Boxeraufstand (1899–1901)
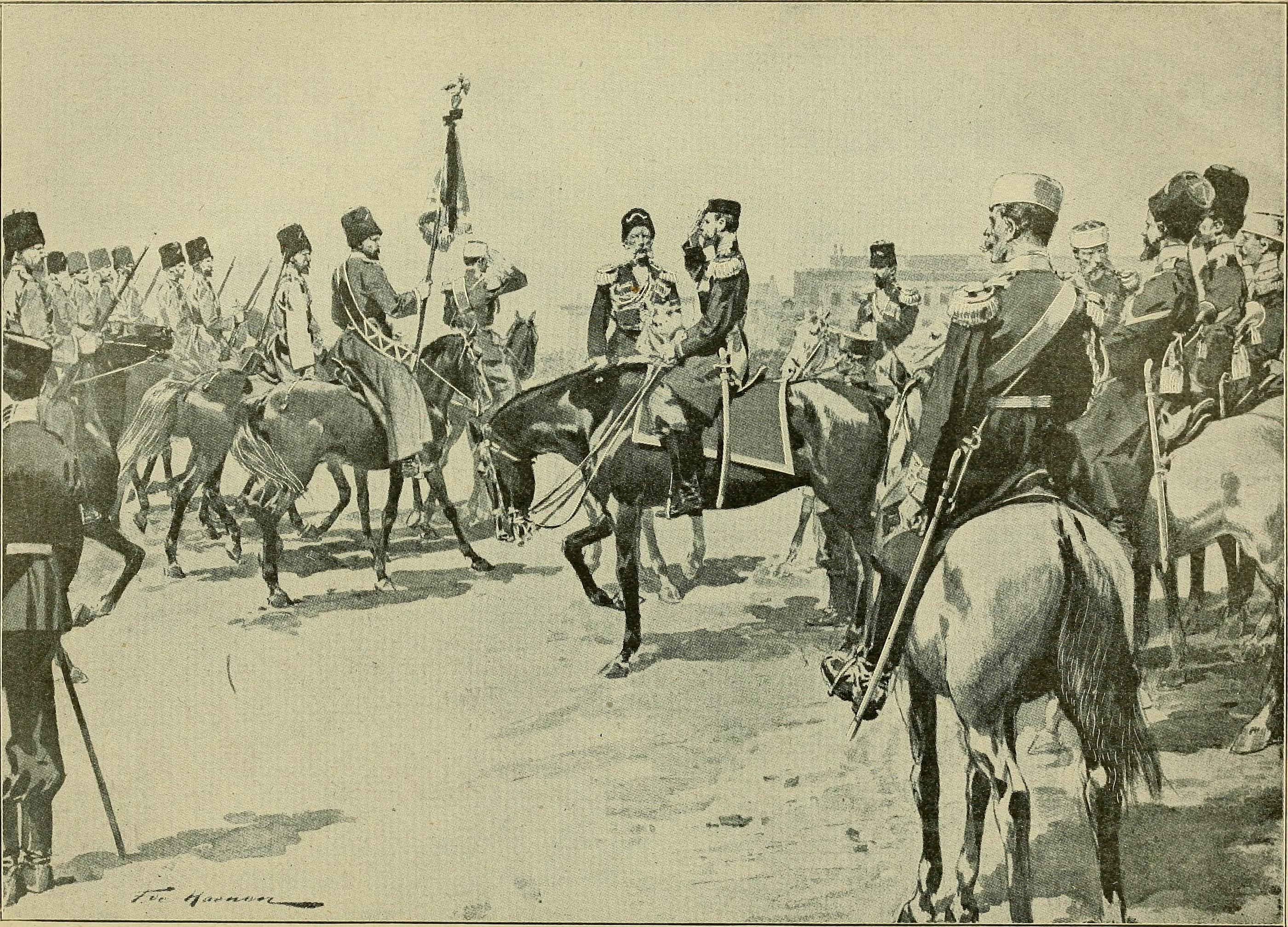
Russisch-Japanischer Krieg (1904–1905)
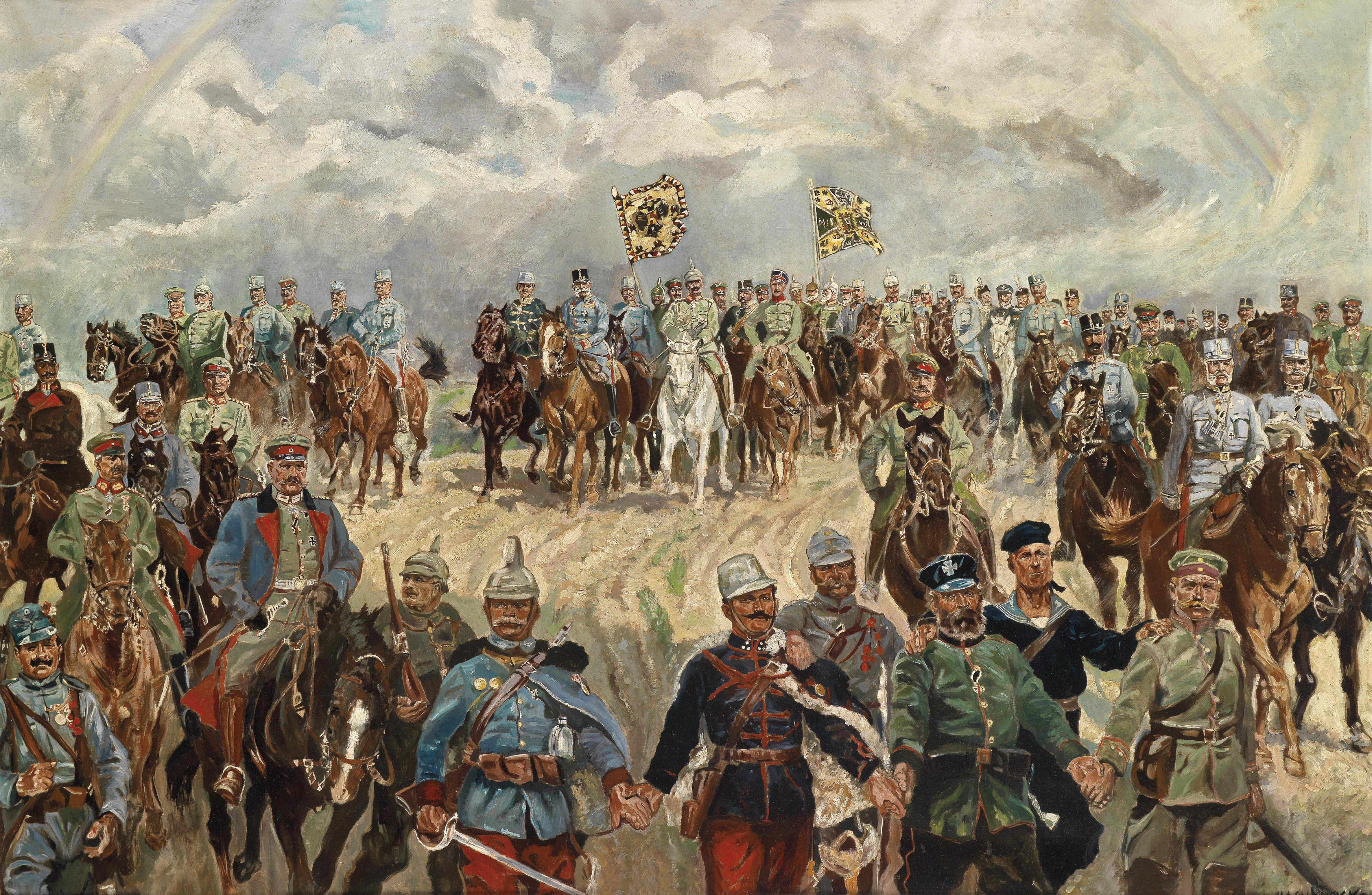
Feldherren im 1. Weltkrieg (1914–1918)

## Kosakenkongresse

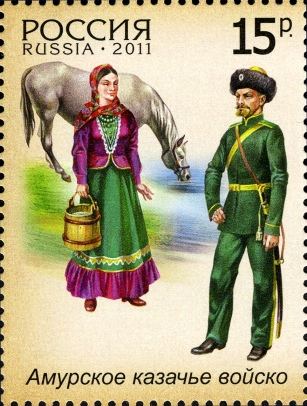
Amur-Kosakenheer (russ. Briefmarke)

Der erste Kosakenkongress der Amur-Kosaken fand vom 15. Dezember 1905 bis 21. Januar 1906 in Blagoweschtschensk statt. Die Delegierten forderten für das Kosakenheer einen Sitz in der Duma, das Heer nicht zu Polizeieinsätze zu senden, die Abschaffung der Todesstrafe, der Militärgerichte und der Disziplinarstrafen. Sie wollten für die Amurregion die freie Machtausübung, die Übergabe aller militärischen Ausrüstung an den noch zu gründenden Exekutivausschuss und die Einberufung einer konstituierenden Versammlung. Diese Forderungen und der Versuch, eine eigene Staatsmacht zu gründen, wurde gewaltsam beendet. 35 führende Kosaken wurden zur Zwangsarbeit verurteilt, sechs Kosaken nach Sibirien verbannt und weitere zwölf Kosaken zu Haftstrafen verurteilt. Der zweite Kosakenkongress wurde nach dem Sturz der Monarchie im März 1917 abgehalten. Die Kosaken forderten die Errichtung einer demokratischen Republik, eine Entschädigung von etwa 103.000 Rubel, die Auslieferung der Militärkasse und den Erhalt des Kosakenheeres.

## Auflösung und Aufstände
1918 wurde das Amur-Kosakenheer in die Armee der Sowjets eingegliedert. Am 31. März 1918 wurde die Auflösung des Amur-Kosakenheeres beschlossen. Im September 1918 erfolgte ein weiterer Kosakenaufstand unter der Leitung des Ataman I.M. Gamow. Vorübergehend wurden die sowjetischen Machthaber abgesetzt und das militärische Hauptquartier in Blagoweschtschensk reaktiviert. Im Februar 1920 kam die Amur-Region erneut unter sowjetischer Oberhoheit und am 25. Februar 1920 wurde der letzte Kommandant des Kosakenheeres Oberst Shemelin abgesetzt. Ein nochmaliger, der sogenannte Zazeian-Aufstand führte schließlich dazu, dass tausende von Kosakenfamilien in die Mandschurei flüchteten. Im heutigen Gebiet der Amur-Kosaken leben ungefähr 15.000 Kosaken in mehr als 200 Siedlungen, die um ihre nationale Identität kämpfen. Mehr als die Hälfte ist nicht im russischen Staatsregister aufgenommen.

## Blagoweschtschensk

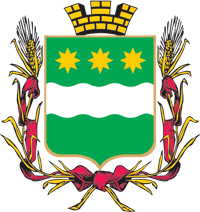
Wappen der Stadt Blagoweschtschensk

Die Regionen des späteren Amur-Gebiets wurden in den 1840er Jahren vermessen und im Jahr 1858 beurkundet. Es gehörte zum Generalgouvernement Amur und war den Kosaken als Militärdistrikt zugeteilt worden. Der von 1899 bis 1901 dauernde Boxeraufstand führte im Jahr 1900 zur Vertreibung der dort lebenden chinesischen Bevölkerung. Von 1920 bis 1922 gehörte das Amur-Gebiet zur Fernöstlichen Republik, seit 1932 war Blagoweschtschensk das Zentrum der Oblast Amur. Nach dem Zweiten Weltkrieg wurde dort ein Zwangsarbeiterlager erbaut.